# Cantando cantando (album)
Cantando cantando è un  album dei Ro.Bo.T. del 1987, pubblicato dalla Five Record.

## Descrizione
Il disco contiene alcune rivisitazioni di brani molto conosciuti. Il titolo del disco deriva dall'omonima trasmissione di Gino Rivieccio, nella quale i cantanti erano ospiti fissi dal 1987 al 1989.

## Tracce
Lato A
1. Io che amo solo te
2. La voglia di sognare (Rosanna Fratello)
3. Passion flower (Little Tony)
4. Only you (Bobby Solo)
5. Johnny Guitar
6. La città vuota (Rosanna Fratello)
7. Speedy Gonzales (Little Tony)
8. My prayer (Bobby Solo)
9. Nessuno al mondo (Rosanna Fratello)
10. Profumo di mare (Little Tony)
11. Banana boat (Bobby Solo)

Lato B
1. Rain and Tears
2. Il tuo bacio è come un rock (Little Tony)
3. Magic moment (Bobby Solo)
4. Arrivederci (Rosanna Fratello)
5. Amore fermati
6. Ti senti sola stasera (Little Tony)
7. Luna caprese (Bobby Solo)
8. Renato (Rosanna Fratello)
9. Blue moon (Little Tony)
10. Tre settimane da raccontare (Bobby Solo)
11. Settembre poi (Rosanna Fratello)